# Bruno Zuculini
Bruno Zuculini (Belén de Escobar, 2 aprile 1993) è un calciatore argentino, centrocampista del Racing Club.

## Biografia
È il fratello minore di Franco Zuculini, ex calciatore di ruolo centrocampista e oggi dirigente sportivo. I due hanno giocato insieme con la maglia del Racing nel 2011 e dell'Hellas Verona nella stagione 2017-2018. Date le sue origini, possiede anche il passaporto italiano.

## Carriera

### Club
Cresciuto, come il fratello, nelle giovanili del Racing Avellaneda, debutta in prima squadra il 13 febbraio 2010, a 17 anni non ancora compiuti, nella sconfitta esterna contro il Gimnasia La Plata (1-0), scendendo in campo dal primo minuto. Colleziona altre 6 presenze nel Clausura 2010, di cui 4 da titolare. Il 27 giugno 2014 passa al Manchester City per una cifra attorno ai 2,5 milioni di euro, firmando un contratto quinquennale. Il 19 agosto 2014 passa in prestito al Valencia. Il 30 gennaio 2015 il Valencia decide di interrompere il prestito. Il giorno seguente il giocatore viene girato con la stessa formula al Cordoba. Il 26 ottobre 2015 passa in prestito mensile al Middlesbrough e nel febbraio 2016 all'Aek Atene.

#### Arrivo in Italia all'Hellas Verona
Nella stagione 2016-2017 inizia in prestito al Rayo Vallecano per trasferirsi, sempre in prestito, al Verona il 19 gennaio 2017. Il 22 aprile segna la sua prima rete in campionato con la maglia dell'Hellas Verona nella partita in trasferta giocata contro il Bari realizzando la rete del 2-0.
L'11 luglio 2017 viene acquistato a titolo definitivo dal Verona facendo così ritorno nella società scaligera, dove firma un contratto quadriennale. Il 5 novembre seguente sigla il suo primo gol in Serie A, nella sconfitta di Cagliari per 2-1. Conclude l'annata con 3 gol in 32 presenze in campionato.
Il 30 gennaio 2018 fa ritorno in patria, ceduto al River Plate a titolo definitivo.

### Nazionale
Nel 2011, con la maglia della Nazionale argentina Under-20, partecipa al Campionato sudamericano di categoria disputatosi in Perù. Disputa otto partite nel corso della manifestazione segnando due reti.

## Statistiche

### Presenze e reti nei club
Statistiche aggiornate al 28 febbraio 2025.
| Stagione             | Squadra              | Campionato           | Campionato | Campionato | Coppe nazionali | Coppe nazionali | Coppe nazionali | Coppe continentali | Coppe continentali | Coppe continentali | Altre coppe | Altre coppe | Altre coppe | Totale | Totale |
| Stagione             | Squadra              | Comp                 | Pres       | Reti       | Comp            | Pres            | Reti            | Comp               | Pres               | Reti               | Comp        | Pres        | Reti        | Pres   | Reti   |
| -------------------- | -------------------- | -------------------- | ---------- | ---------- | --------------- | --------------- | --------------- | ------------------ | ------------------ | ------------------ | ----------- | ----------- | ----------- | ------ | ------ |
| 2009-2010            | Racing Club          | PD                   | 7          | 0          | -               | -               | -               | -                  | -                  | -                  | -           | -           | -           | 7      | 0      |
| 2010-2011            | Racing Club          | PD                   | 12         | 0          | -               | -               | -               | -                  | -                  | -                  | -           | -           | -           | 12     | 0      |
| 2011-2012            | Racing Club          | PD                   | 16         | 1          | CA              | 4               | 0               | CS                 | 2                  | 0                  | -           | -           | -           | 22     | 1      |
| 2012-2013            | Racing Club          | PD                   | 32         | 5          | CA              | 0               | 0               | CS                 | 2                  | 0                  | -           | -           | -           | 34     | 5      |
| 2013-2014            | Racing Club          | PD                   | 26         | 4          | CA              | 0               | 0               | -                  | -                  | -                  | -           | -           | -           | 26     | 4      |
| ago. 2014            | Manchester City      | PL                   | 0          | 0          | FACup+CdL       | 0               | 0               | UCL                | -                  | -                  | CS          | 1           | 0           | 1      | 0      |
| 2014-gen. 2015       | Valencia             | PD                   | 1          | 0          | CR              | 0               | 0               | -                  | -                  | -                  | -           | -           | -           | 1      | 0      |
| gen.-giu. 2015       | Cordoba              | PD                   | 8          | 0          | CR              | 0               | 0               | -                  | -                  | -                  | -           | -           | -           | 8      | 0      |
| 2015-gen. 2016       | Middlesbrough        | FLC                  | 5          | 0          | FACup+CdL       | 0+1             | 0               | -                  | -                  | -                  | -           | -           | -           | 6      | 0      |
| gen.-giu. 2016       | AEK Atene            | SL                   | 2+1        | 0          | CG              | 1               | 0               | -                  | -                  | -                  | -           | -           | -           | 4      | 0      |
| 2016-gen. 2017       | Rayo Vallecano       | SD                   | 9          | 0          | CR              | 2               | 0               | -                  | -                  | -                  | -           | -           | -           | 11     | 0      |
| gen.-giu. 2017       | Verona               | B                    | 16         | 1          | CI              | 0               | 0               | -                  | -                  | -                  | -           | -           | -           | 16     | 1      |
| 2017-gen. 2018       | Verona               | A                    | 16         | 2          | CI              | 2               | 1               | -                  | -                  | -                  | -           | -           | -           | 18     | 3      |
| Totale Hellas Verona | Totale Hellas Verona | Totale Hellas Verona | 32         | 3          |                 | 2               | 1               |                    | -                  | -                  |             | -           | -           | 34     | 4      |
| gen.-giu 2018        | River Plate          | PD                   | 8          | 0          | CA              | 1               | 0               | CL                 | 6                  | 0                  | SA          | 1           | 0           | 16     | 0      |
| 2018-2019            | River Plate          | PD                   | 14         | 0          | CA+CdS          | 1+2             | 0               | CL                 | 5                  | 0                  | Cmc+RS      | 1+1         | 1+0         | 24     | 1      |
| 2019-2020            | River Plate          | PD                   | 6          | 0          | CA+CdL          | 2+8             | 0+1             | CL                 | 3                  | 2                  | SA          | 1           | 0           | 20     | 3      |
| 2021                 | River Plate          | PD                   | 20         | 2          | CA+CdL          | 0+3             | 0               | CL                 | 5                  | 0                  | TdC         | 1           | 0           | 29     | 2      |
| 2022                 | River Plate          | PD                   | 12         | 1          | CA+CdL          | 3+12            | 2+0             | CL                 | 4                  | 0                  | -           | -           | -           | 31     | 3      |
| 2023                 | River Plate          | PD                   | 1          | 0          | CA+CdL          | 0+1             | 0               | CL                 | 0                  | 0                  | SA+TCS      | -           | -           | 2      | 0      |
| Totale River Plate   | Totale River Plate   | Totale River Plate   | 61         | 3          |                 | 33              | 3               |                    | 23                 | 2                  |             | 5           | 1           | 122    | 9      |
| 2024                 | Racing Club          | PD                   | 18         | 0          | CA+CdL          | 1+12            | 0+1             | CS                 | 12                 | 0                  | -           | -           | -           | 43     | 1      |
| 2025                 | Racing Club          | PD                   | 2          | 0          | CA              | 0               | 0               | CL                 | 0                  | 0                  | RS          | 2           | 1           | 4      | 1      |
| Totale Racing Club   | Totale Racing Club   | Totale Racing Club   | 113        | 10         |                 | 17              | 1               |                    | 16                 | 0                  |             | 2           | 1           | 148    | 12     |
| Totale carriera      | Totale carriera      | Totale carriera      | 233        | 16         |                 | 55              | 5               |                    | 39                 | 2                  |             | 8           | 2           | 335    | 25     |

## Palmarès

### Competizioni nazionali
- Coppa di Grecia: 1

AEK Atene: 2015-2016
- Supercopa Argentina: 2

River Plate: 2017, 2019
- Copa Argentina: 1

River Plate: 2018-2019
- Trofeo de Campeones de la Liga Profesional: 2

River Plate: 2021, 2023
- Campionato argentino: 2

River Plate: 2021, 2023

### Competizioni internazionali
- Coppa Libertadores: 1

River Plate: 2018
- Recopa Sudamericana: 2

River Plate: 2019
Racing Club: 2025
- Coppa Sudamericana: 1

Racing Club: 2024